# U 49 (U-Boot, 1939)
U 49 war ein deutsches U-Boot vom Typ VII B, das im Zweiten Weltkrieg von der Kriegsmarine eingesetzt wurde.

## Geschichte
Der Auftrag für das Boot wurde am 21. November 1936 an die Germaniawerft in Kiel vergeben. Die Kiellegung erfolgte am 15. September 1938, der Stapellauf am 24. Juni 1939, die Indienststellung unter Kapitänleutnant Kurt von Goßler am 12. August 1939.
Das Boot gehörte bis zum 31. Dezember 1939 als Ausbildungs- und Frontboot zur U-Flottille "Wegener" in Kiel. Nach der Neugliederung der U-Flottillen gehörte U 49 bis zu seiner Versenkung am 15. April 1940 zur 7. U-Flottille in Kiel.
U 49 unternahm während seiner Dienstzeit vier Feindfahrten, auf denen es ein Schiff mit einer Tonnage von 4.258 BRT versenkte.

## Einsatzstatistik

### Erste Feindfahrt
Das Boot lief am 9. November 1939 um 23.00 Uhr von Kiel aus und am 29. November 1939 um 6.45 Uhr wieder dort ein. Auf dieser 20 Tage dauernden Unternehmung westlich von Irland, im Ärmelkanal und in der Biskaya wurde ein Schiff mit 4.258 BRT versenkt.
- 19. November 1939: Versenkung des britischen Dampfers Pensilva (4.258 BRT) (Lage) durch einen G7a-Torpedo. Er hatte 6.985 t Mais geladen und befand sich auf dem Weg von Durban über Gibraltar nach Rouen und Dünkirchen. Das Schiff gehörte zum Konvoi HG-7 mit 32 Schiffen. Es gab keine Toten.

### Zweite Feindfahrt
Das Boot lief am 29. Februar 1940 um 7.00 Uhr von Kiel aus und am 5. März 1940 um 14.04 Uhr in Wilhelmshaven ein. Bereits am 1. März lief das Boot Helgoland an, da der Kommandant erkrankt war. Die geplante Unternehmung wurde abgebrochen und U 49 führte stattdessen vom 2. März 1940 bis zum 4. März 1940 Tauchübungen vor Helgoland durch.

### Dritte Feindfahrt
Das Boot lief am 11. März 1940 um 14.25 Uhr von Wilhelmshaven aus und am 29. März 1940 um 13.38 Uhr wieder dort ein. Auf dieser 19 Tage dauernden und 2.6898 sm über und 301 sm unter Wasser langen Unternehmung in der Nordsee, bei den Shetlandinseln und den Orkneys, wurden keine Schiffe versenkt oder beschädigt.

### Vierte und letzte Feindfahrt
Das Boot lief am 3. April 1940 um 13.25 Uhr zum Unternehmen Weserübung von Wilhelmshaven aus. Am 15. April 1940 wurde es bei Narvik, Norwegen, durch Wasserbomben der britischen Zerstörer Fearless und Brazen versenkt. Ein Seemann kam dabei ums Leben, die restlichen 41 konnten gerettet werden. Die Position war 68° 53′ N, 16° 59′ O im Marine-Planquadrat AG 1116.
Während der Rettung der Überlebenden fanden die Briten unter den auftreibenden Trümmern verschiedene Geheimunterlagen, darunter eine Karte mit den eingezeichneten U-Boot-Positionen in den norwegischen Gewässern.
U 49 hatte bis zu seinem Untergang keine Verluste unter seiner Besatzung zu beklagen.